# 福崎インターチェンジ
福崎インターチェンジ（ふくさきインターチェンジ）は、兵庫県神崎郡福崎町にある中国自動車道および播但連絡道路のインターチェンジである。中国自動車道と播但連絡道路を分岐する機能があることから、実質的にはジャンクション兼用である。兵庫県道路公社では福崎ジャンクション（ふくさきジャンクション）の表記になっている。
西日本高速道路関西支社福崎高速道路事務所、兵庫県道路公社播但連絡道路管理事務所、兵庫県警察高速道路交通警察隊福崎分駐隊が併設されている。
山陽自動車道が全通するまではやや遠回りでありながらここを経由して京阪神方面から姫路市内へ向かう車も多かった。

## 接続する道路

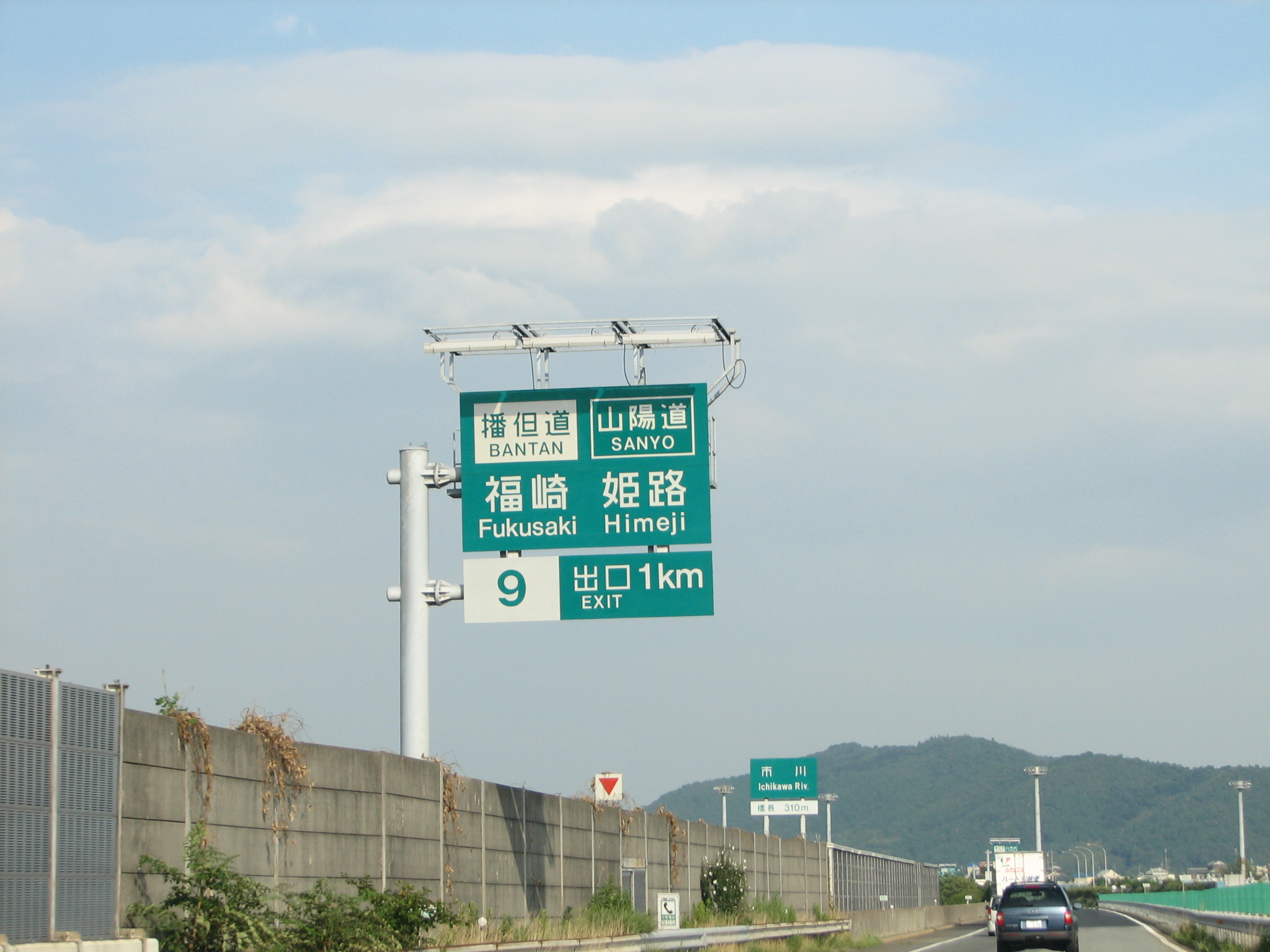
案内板

- E2A 中国自動車道（9番）
- E95 播但連絡道路（7番福崎南・8番福崎北）

## 周辺
- 柳田國男・松岡家顕彰会記念館
- 塩田温泉

## 料金所
- ブース数:8

### 入口
- ブース数：3
  - ETC専用：1
  - 一般：2

### 出口
- ブース数：5
  - ETC専用：1
  - 一般：4

## バスストップ
本ICの料金所の外側にはバス停留所が併設されている。名称は、福崎インターバスストップとなっている。中国ハイウェイバス（神姫バス・西日本JRバス）の大阪・津山間の路線の急行便が停車する。
隣接する播但連絡道路の側道には、全但バス特急バス（神戸 - 城崎温泉間）の「福崎」停留所があったが、2008年（平成20年）10月1日に廃止された。

### 停車する路線

#### 高速バス
| のりば         | 方面   | 愛称               | 会社名                 | 行先                                              | 備考       |
| -------------- | ------ | ------------------ | ---------------------- | ------------------------------------------------- | ---------- |
| 中国道料金所外 | 上り線 | 中国ハイウェイバス | 西日本JRバス・神姫バス | 大阪（新大阪駅・大阪駅JR高速バスターミナル・USJ） | 急行便のみ |
| 中国道料金所外 | 下り線 | 中国ハイウェイバス | 西日本JRバス・神姫バス | 津山（津山駅）                                    | 急行便のみ |

### アクセス
- 神姫バス 西光寺バス停

## 隣
E2A 中国自動車道
(8-1) 加西IC/BS - 北条BS - 加西SA - (9) 福崎IC/JCT/BS - (9-1) 夢前SIC/BS - 安富PA/BS - (10) 山崎IC/BS
E95 播但連絡道路
(7) 福崎南ランプ - (9) 福崎IC/JCT - (8) 福崎北ランプ